# Pataria
La Pataria (mot italià, pronunciat [pataɾía]) fou un moviment popular de Milà que qüestionà el nomenament com a arquebisbe d'aquella ciutat de Guido de Velate (1045), noble milanès fidel a l'emperador alemany Enric III. Guido estava oposat als principis que després es concretarien en la Reforma Gregoriana. És a dir, era partidari de la supremacia del poder imperial sobre l'espiritual del papa, així com del repartiment que es feia dels beneficis i rendes eclesiàstiques com si fossin un feu més. Això feu que el malestar social i espiritual de gran part del laïcat milanès es materialitzés en una rebel·lió contra llur arquebisbe, que acusaven de simonia. Aquest moviment també es coneix com a patarisme.

## Història
El 1045, després del nomenament de l'arquebisbe Guido de Velate, successor d'Ariberto da Intimiano, el contrast entre el baix clergat i el poble i l'alt clergat a Milà provoca la indignació. Soberà absolut de la ciutat, lluita tota la seva vida per mantenir la seva independència a la consideració del Sacre Imperi Romanogermànic; la burgesia naixent començava a tenir consciència d'ella mateixa i de llur importància. Essent una necessitat de moralització en el clergat i d'un millor repartiment de les riqueses entre les classes socials.
El clergat milanès demanà a l'emperador romanogermànic Enric III, qui controlava els nomenaments dels bisbes sobre tot el territori de l'imperi, escollir entre els quatre candidats "rectes i honrats": Anselmo da Baggio, Landolfo Cotta, Attone i Arialdo da Carimate. L'emperador en passa de llarg i designà Guido da Velate, conegut per haver-se donat al nicolaisme.
El moviment de la Pataria es desenvolupa per discutir aquesta tria. Els iniciadors històrics del moviment són de diversos títols, els quatre candidats al títol de bisbe. Inciten la població a rebutjar els sacraments dels sacerdots corromputs i nicolaistes. Per oposar-se al moviment, l'emperador nomena un dels quatre candidats anteriorment rebutjats, Anselmo da Baggio, com a bisbe de Lucca
Després del final del regnat del Papa Benet IX, àdhuc el papat veu la necessitat de reformes. Ja amb el Papa Lleó IX, el concubinatge i la simonia dels sacerdots són condemnats. Landolfo Cotta es dirigeix a Roma per exposar els problemes milanesos al Papa Esteve IX, però els sicaris de l'arquebisbe l'intercepten prop de Piacenza i gairebé el maten -va ser salvat. Morí, però, el 1061 a causa d'un altre atemptat.
El 1060, el Nicolau II hi envia una delegació sota la direcció d'Anselm da Baggio, que dugué la calma a Milà.

## Després de la mort de Landolfo Cotta

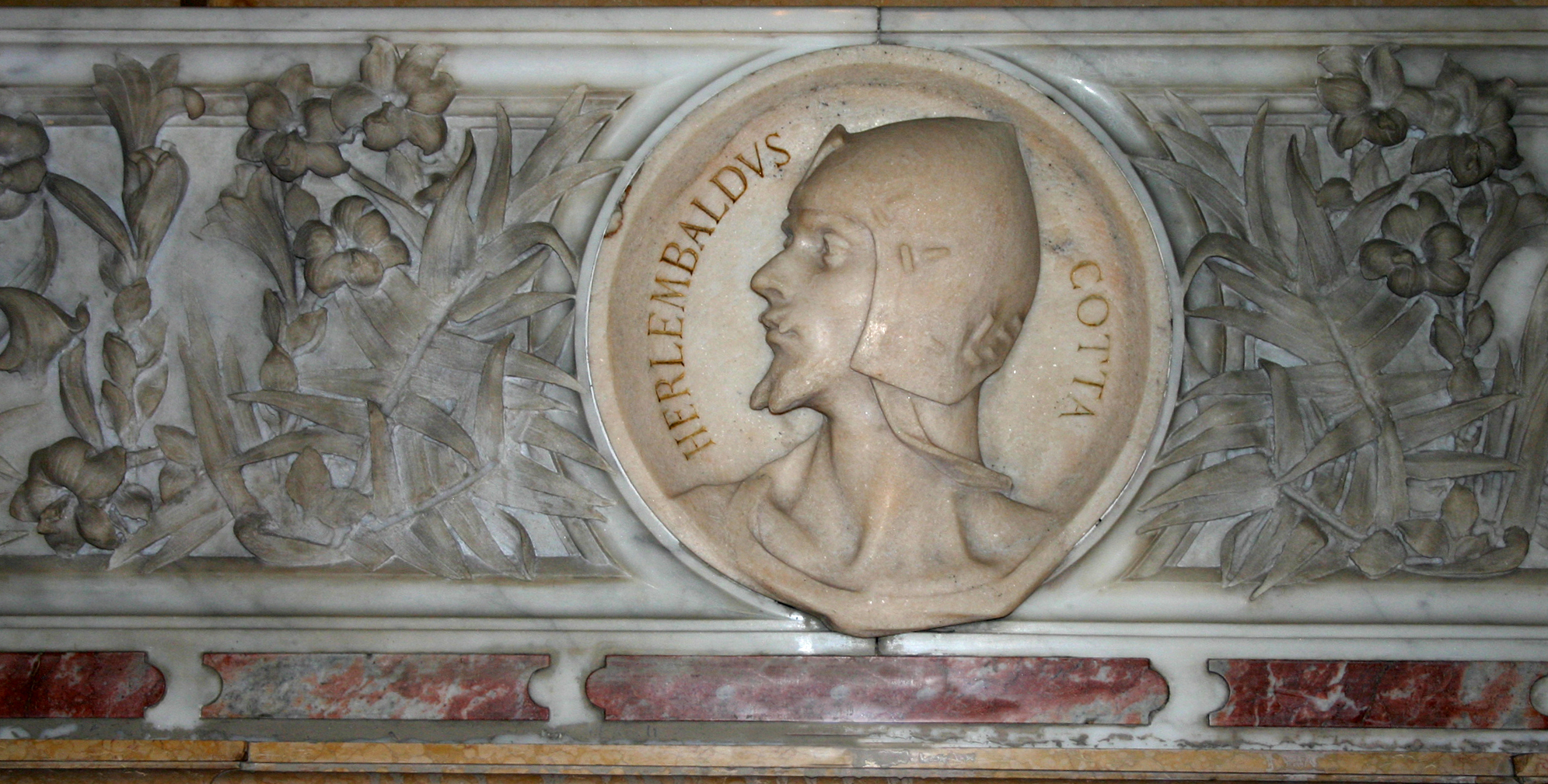
Sant Erlembaldo Cotta. Baixrelleu del a la basílica de Sant-Calimero, a Milà

Després de la mort de Landolfo Cotta, el seu germà Erlembaldo Cotta és nomenat cap militar dels patarini. El mateix any, Anselm da Baggio és nomenat papa i va triar el nom d'Alexandre II. Tot va bé fins al 1066, quan el papa volia imposar l'autoritat de l'Església apel·lant el clergat de Milà i excomunicant Guido da Velate. Aquest, tanmateix, s'hi rebel·la. El 4 de juliol del 1066, tropades molt violentes fan ferits, dels quals Erlembaldo Cotta, Arialdo da Carimate i Guido de Velate.
El 1089 el papa Urbà II, que va enviar una croada a Orient, va decretar que els sacraments concedits pels sacerdots simonians o corromputs són vàlids, el que era contrari a les idees dels patarini. Després d'aquests esdeveniments el moviment s'ha apartat cada cop més de l'Església Catòlica per encaminar-se envers les idees dels càtars. El 1185, els patarini seran perseguits com a secta heretge pel papa Luci III.